# Aron Aronson
Aron Meyer Aronson, född 1 februari 1905 i Göteborg, död 1989 i Halmstad, var en svensk läkare.
Aronson, som var son till handlanden Josef Aronson och Bertha Katzeff, avlade studentexamen i Göteborg 1924, blev medicine kandidat vid Uppsala universitet 1927 och medicine licentiat där 1931. Han innehade ett flertal kortare vikariat 1931–1932, var extra läkare vid radiologiska kliniken på Lunds lasarett 1932, tillförordnad andre underläkare på Sundsvalls sanatorium 1932–1933, ordinarie dito 1933–1934, därunder tillförordnad förste underläkare fem månader, tillförordnad underläkare vid Bollnäs lasarett 1934, assistentläkare vid Sahlgrenska sjukhusets kirurgiska avdelning samma år, assistentläkare och tillförordnad underläkare vid dess röntgenavdelning 1934–1935, var tillförordnad underläkare på Karlshamns lasarett 1935–1936, ordinarie dito 1936–1937, förste underläkare vid kirurgiska avdelningen där 1937–1938 samt extra läkare och underläkare vid medicinska avdelningen där 1938–1940. Han var praktiserande läkare i Halmstad sedan 1941 och stadsdistriktsläkare i Halmstads stad. Han var bataljonsläkare i Fältläkarkåren 1938–1940, vid Hallands regemente 1941–1945 och i Fältläkarkårens reserv 1945–1953.